# The War of the Worlds (computerspel)
The War of the Worlds (op het scherm getiteld als Jeff Wayne's The War of the Worlds en op de cover als Jeff Wayne's Video Game Version of The War of the Worlds) is een computerspel dat in 1984 door CRL ontwikkeld en uitgebracht werd voor de ZX Spectrum. Het is gebaseerd op Jeff Wayne's conceptalbum uit 1978, dat op zijn beurt gebaseerd is op de roman The War of the Worlds van H.G. Wells uit 1898.

## Verloop van het spel
De speler moet een reeks locaties in en rond Londen bezoeken, door een mannetje te verplaatsen met behulp van de cursortoetsen of een joystick, en af en toe keuzes te maken zoals zich verstoppen, rennen of stilstaan.

## Ontvangst
Het spel was niet populair bij recensenten omdat het erg langzaam was en de speler vaak werd gedood (honger en dorst waren veelvoorkomende doodsoorzaken) en dus gedwongen werd om het avontuur helemaal opnieuw te beginnen. Ondanks dit piekte het spel op nummer 8 in de wekelijkse hitlijsten van computerspellen, wat het een van de hoogst genoteerde titels van CRL maakte.
In een onderzoek uit 1992 naar sciencefictionspellen gaf Computer Gaming World het spel één ster op vijf en adviseerde lezers om "in plaats daarvan het boek te lezen".
Toenmalige advertenties in tijdschriften vermeldden "beschikbaar voor ZX Spectrum", maar bevatten ook een lijst met andere platformen waarvoor het spel uitgebracht zou worden, waaronder de Commodore 64, Oric Atmos, BBC Micro en Acorn Electron. Geen van deze versies werd voltooid.